# Engolasters
Engolasters è un villaggio di Andorra, nella parrocchia di Escaldes-Engordany. Etimologicamente deriva da «engull els astres».
La chiesa di San Michele d'Engolasters è di origine preromanica, della prima metà del XII secolo, con un campanile lombardo. L'abside era decorata con pitture murarie romaniche, attualmente conservate presso il Museo Nazionale dell'Arte catalana, a Barcellona.
A nord, vicino alla parrocchia di Encamp si trova un lago di origine glaciale, profondo 17 m, emissario del fiume d'Engolasters, che è un affluente della Valira d'Encamp.
Nelle vicinanze si trovano le antenne e le strutture di Radio Andorra, e la centrale idroelettrica (Forces Hidroelèctriques d'Andorra), fondata nel 1934.

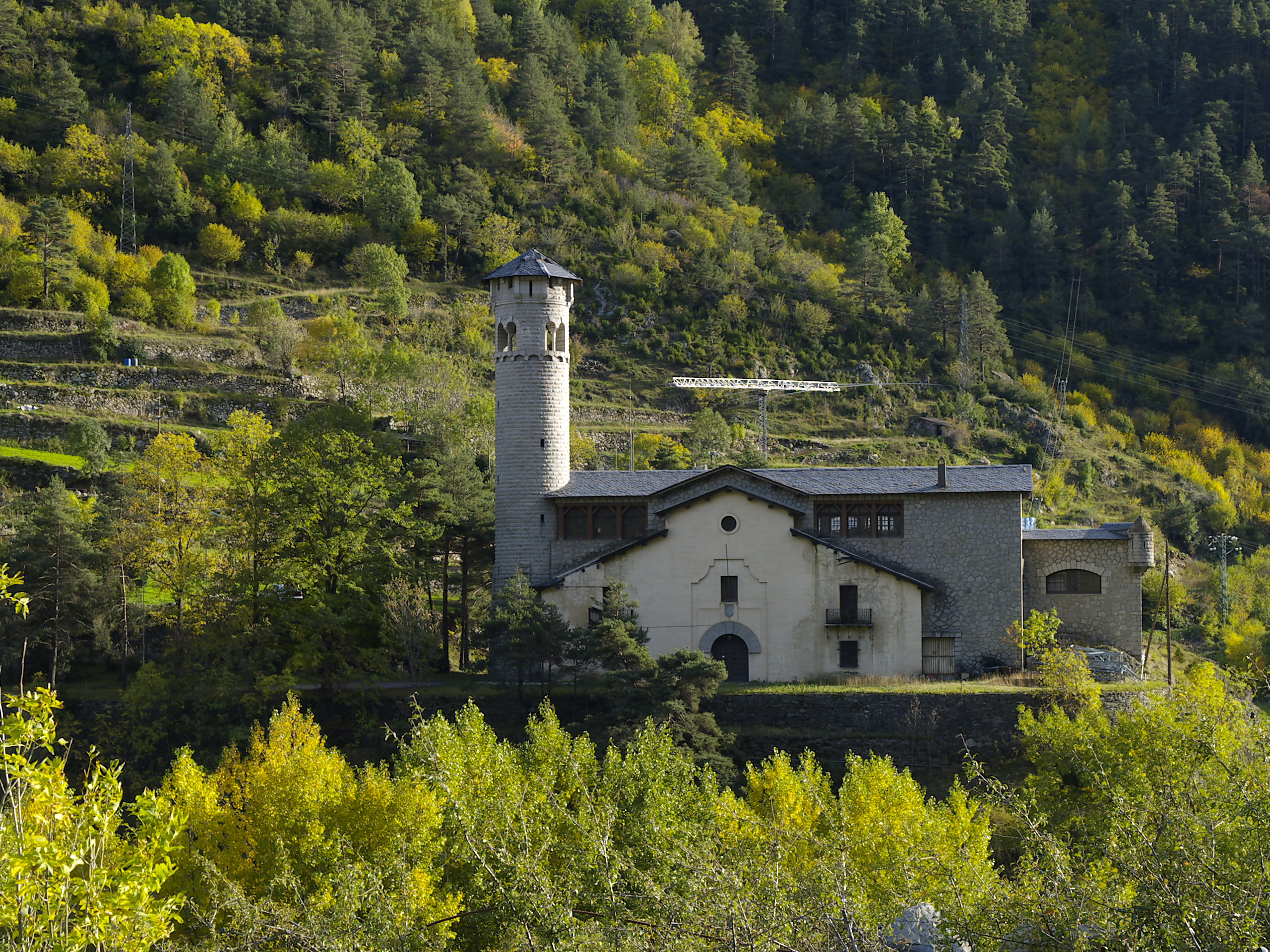
Centro di emissione di Radio Andorra.